# Goldston-Pintz-Yıldırım-Sieb
Das Goldston-Pintz-Yıldırım-Sieb (auch GPY-Sieb oder GPY-Methode) ist eine Sieb-Methode und Variante des Selberg-Siebs mit verallgemeinerten, mehrdimensionalen Sieb-Gewichten. Das Sieb führte zu einer Reihe von wichtigen Durchbrüchen in der analytischen Zahlentheorie.
2005 wurde das Sieb von Dan Goldston, János Pintz und Cem Yıldırım publiziert. Diese benützten es, um zu zeigen, dass es unendlich viele Primzahltupel gibt, deren Abstände (die Primzahllücke) beliebig kleiner sind, als der Durchschnittsabstand, der aus dem Primzahlsatz folgt.

## Geschichte
Seien {\displaystyle p_{n},p_{n+1}} die Primzahlen an den Stellen {\displaystyle n} und {\displaystyle n+1}. Goldston, Pintz und Yıldırım benützten das Sieb, um
{\displaystyle \liminf \limits _{n\to \infty }\,{\frac {p_{n+1}-p_{n}}{\log p_{n}}}=0}
zu beweisen. 2013 benützte Yitang Zhang eine modifizierte Variante des GPY-Siebs und bewies damit
{\displaystyle \liminf \limits _{n\to \infty }\,(p_{n+1}-p_{n})<70.000.000}.
Das GPY-Sieb wurde danach von anderen Mathematikern weiter modifiziert, darunter James Maynard, der die Grenze auf {\displaystyle 600} drückte, sowie von Terence Tao.

## Goldston-Pintz-Yıldırım-Sieb
Wir fixieren ein {\displaystyle k\in \mathbb {N} }.

### Grundbegriffe und Notation
Sei
- {\displaystyle \mathbb {P} } die Menge der Primzahlen und {\displaystyle 1_{\mathbb {P} }(n)} die charakteristische Funktion der Primzahlen,
- {\displaystyle \Lambda (n)} die Mangoldt-Funktion,
- {\displaystyle \omega (n)} die prime Omega-funktion, welche die eindeutigen Primfaktoren zählt, d. h. falls {\displaystyle n=p_{1}^{\alpha _{1}}\cdots p_{k}^{\alpha _{k}}}, dann ist {\displaystyle \omega (n)=k}
- {\displaystyle {\mathcal {H}}=\{h_{1},\dots ,h_{k}\}} eine Menge von verschiedenen nichtnegativen ganzen Zahlen {\displaystyle h_{i}\in \mathbb {Z} _{+}\cup \{0\}}.
- {\displaystyle \theta (n)} ist folgende charakteristische Funktionen der Primzahlen

{\displaystyle \theta (n)={\begin{cases}\log(n)&{\text{falls }}n\in \mathbb {P} \\0&{\text{sonst.}}\end{cases}}}
Es gilt {\displaystyle \theta (n)=\log((n-1)1_{\mathbb {P} }(n)+1)}.
Für ein {\displaystyle {\mathcal {H}}} definieren wir noch
- {\displaystyle {\mathcal {H}}(n):=(n+h_{1},\dots ,n+h_{k})}
- {\displaystyle P_{\mathcal {H}}(n)=(n+h_{1})(n+h_{2})\cdots (n+h_{k}).}

Falls alle {\displaystyle n+h_{i}} Primzahlen sind, dann nennen wir {\displaystyle {\mathcal {H}}(n)} ein Primzahl-{\displaystyle k}-Tupel und es gilt
{\displaystyle \omega (P_{\mathcal {H}}(n))=k}.

#### Zulässige Mengen
Für ein {\displaystyle {\mathcal {H}}=\{h_{1},\dots ,h_{k}\}} ist {\displaystyle \nu _{p}({\mathcal {H}})} die Anzahl eindeutiger Restklassen modulo {\displaystyle p}.
Beispiel:
{\displaystyle {\mathcal {H}}=\{0,2,5\},\quad p=3,\quad {\mathcal {H}}{\stackrel {\pmod {3}}{=}}\{0,1,1\}\quad \nu _{3}({\mathcal {H}})=2}
Wir nennen ein {\displaystyle {\mathcal {H}}} zulässig (englisch admissible), falls {\displaystyle {\mathcal {H}}} keine vollständige Menge von Resten bezüglich aller Primzahlen {\displaystyle p} bildet, das heißt
{\displaystyle \nu _{p}({\mathcal {H}})<p,\quad \forall p\in \mathbb {P} .}
Um das zu überprüfen, genügt es nur die Primzahlen bis {\displaystyle k} zu überprüfen.
Beispiele für nicht zulässig:
{\displaystyle \{0,2,4\}{\stackrel {\pmod {3}}{=}}\{0,1,2\}} ergibt {\displaystyle 3} Restklassen und {\displaystyle \{0,2,6,8,12,14\}{\stackrel {\pmod {5}}{=}}\{0,2,1,3,2,4\}} ergibt {\displaystyle 5} Restklassen.
Beispiele für zulässig:
{\displaystyle \{0,2\}{\stackrel {\pmod {3}}{=}}\{0,2\}} ergibt {\displaystyle 2} Restklassen, {\displaystyle \{0,2,6\}{\stackrel {\pmod {3}}{=}}\{0,2,0\}} ergibt {\displaystyle 2} Restklassen und {\displaystyle \{0,2,6\}{\stackrel {\pmod {5}}{=}}\{0,2,1\}} ergibt {\displaystyle 3} Restklassen.

### Konstruktion
Sei {\displaystyle {\mathcal {H}}=\{h_{1},\dots ,h_{k}\}} zulässig und betrachte die Siebfunktion
{\displaystyle {\mathcal {S}}(N,c;{\mathcal {H}}):=\sum \limits _{n=N+1}^{2N}\left(\sum \limits _{h_{i}\in {\mathcal {H}}}1_{\mathbb {P} }(n+h_{i})-c\right)w(n)^{2},\quad w(n)\in \mathbb {R} ,\quad c>0,}
wobei {\displaystyle w(n)^{2}} eine Gewichtsfunktion ist, welche immer positiv ist. Die Siebfunktion zählt für jedes {\displaystyle n\in [N+1,2N]} alle Primzahlen der Form {\displaystyle n+h_{i}} in {\displaystyle {\mathcal {H}}(n)} abzüglich eines Schwellenwertes {\displaystyle c}. Das heißt, wenn {\displaystyle {\mathcal {S}}>0}, dann existieren manche {\displaystyle n}, so dass mindestens {\displaystyle \lfloor c\rfloor +1} Primzahlen in {\displaystyle {\mathcal {H}}(n)} existieren.
Da {\displaystyle 1_{P}(n)} keine guten analytischen Eigenschaften hat, verwenden wir stattdessen folgende Siebfunktion
{\displaystyle {\mathcal {S}}(N;{\mathcal {H}}):=\sum \limits _{n=N+1}^{2N}\left(\sum \limits _{h_{i}\in {\mathcal {H}}}\theta (n+h_{i})-\log(3N)\right)w(n)^{2}.}
Da {\displaystyle \log(N)<\theta (n+h_{i})<\log(2N)} und {\displaystyle c=\log(3n)} ist, ist {\displaystyle {\mathcal {S}}>0} nur dann, wenn wir mindestens für ein {\displaystyle n} zwei Primzahlen {\displaystyle n+h_{i}} und {\displaystyle n+h_{j}} finden.
Das Ziel ist es nun, dass wir Primzahl-{\displaystyle k}-Tupel
{\displaystyle {\mathcal {H}}(n):=(n+h_{1},\dots ,n+h_{k})}
erkennen, dies geschieht durch die Wahl einer passenden Gewichtsfunktion {\displaystyle w(n)}.

#### Herleitung der Gewichte
Wenn {\displaystyle {\mathcal {H}}(n)} ein Primzahl-{\displaystyle k}-Tupel ist, dann besteht
{\displaystyle P_{\mathcal {H}}(n)=(n+h_{1})(n+h_{2})\cdots (n+h_{k})}
aus exakt {\displaystyle k} Primfaktoren. Wir wählen nun die verallgemeinerte Mangoldt-Funktion
{\displaystyle \Lambda _{k}(n)=\sum \limits _{d\mid n}\mu (d)\left(\log \left({\frac {n}{d}}\right)\right)^{k},}
denn diese hat die Eigenschaft, dass wenn {\displaystyle n} aus mehr als {\displaystyle k} eindeutigen Primfaktoren besteht (d. h. {\displaystyle \omega (n)>k}), dann gilt {\displaystyle \Lambda _{k}(n)=0}. Die Funktion erkennt zwar auch Primzahlpotenzen, aber der Fehler ist gering und kann vernachlässigt werden.
Wenn nun {\displaystyle {\mathcal {H}}(n)} ein Primzahl-{\displaystyle k}-Tupel ist, dann wird die Funktion
{\displaystyle \Lambda _{k}(n;{\mathcal {H}})={\frac {1}{k!}}\Lambda _{k}(P_{\mathcal {H}}(n))}
nicht verschwinden. Der Normalisierungsfaktor {\displaystyle 1/k!} ist nur aus rechnerischen Gründen dort.

#### Approximation der verallgemeinerten Mangoldt-Funktion
Für {\displaystyle k=1} lässt sich die Mangoldt-Funktion durch die abgeschnittene Mangoldt-Funktion {\displaystyle \Lambda _{R}(n)} approximieren
{\displaystyle \Lambda (n)\approx \Lambda _{R}(n):=\sum \limits _{\begin{array}{c}d\mid n\\d\leq R\end{array}}\mu (d)\log \left({\frac {R}{d}}\right),}
wobei das {\displaystyle R} hier nicht mehr für die Tupellänge steht, welche immer noch {\displaystyle k} ist. Dasselbe machen wir mit der verallgemeinerten Mangoldt-Funktion resp. {\displaystyle \Lambda _{k}(n;{\mathcal {H}})}. Wir führen folgende Approximation ein
{\displaystyle \Lambda _{R}(n;{\mathcal {H}})={\frac {1}{k!}}\sum \limits _{\begin{array}{c}d\mid P_{\mathcal {H}}(n)\\d\leq R\end{array}}\mu (d)\left(\log \left({\frac {R}{d}}\right)\right)^{k}}
Die entscheidende Idee ist nun, statt nur Primtupel lieber Tupel mit Primzahlen in mehreren Komponenten zu approximieren und einen zusätzlichen Parameter {\displaystyle 0\leq \ell \leq k} einzuführen
{\displaystyle \Lambda _{R}(n;{\mathcal {H}},\ell )={\frac {1}{(k+\ell )!}}\sum \limits _{\begin{array}{c}d\mid P_{\mathcal {H}}(n)\\d\leq R\end{array}}\mu (d)\left(\log \left({\frac {R}{d}}\right)\right)^{k+\ell }.}
Die Gewichtsfunktion schaut somit ob {\displaystyle k+\ell } oder weniger eindeutige Primfaktoren in {\displaystyle P_{\mathcal {H}}(n)=(n+h_{1})(n+h_{2})\cdots (n+h_{k})} enthalten sind, das bedeutet {\displaystyle \omega (P_{\mathcal {H}}(n))\leq k+\ell }. Der technische Grund hierfür ist, dass wir mit dem {\displaystyle \ell } Parameter für ein eindeutiges {\displaystyle d=d_{1}d_{2}\cdots d_{k}} die Restriktion {\displaystyle d=d_{1}d_{2}\cdots d_{k}\leq R} erhalten und ohne diesen Parameter die Restriktion {\displaystyle d_{1}\leq R,d_{2}\leq R,\dots ,d_{k}\leq R}.
Durch den {\displaystyle k+\ell } Exponent wird das Ganze zur Anwendung eines {\displaystyle k+\ell }-dimensionalen Siebs auf ein {\displaystyle k}-dimensionales Siebproblem.

### Goldston-Pintz-Yıldırım-Sieb
Das vollständige GPY-Sieb ist von folgender Form
{\displaystyle {\mathcal {S}}(N;{\mathcal {H}},\ell ):=\sum \limits _{n=N+1}^{2N}\left(\sum \limits _{h_{i}\in {\mathcal {H}}}\theta (n+h_{i})-\log(3N)\right)\Lambda _{R}(n;{\mathcal {H}},\ell )^{2},\quad |{\mathcal {H}}|=k}
mit
{\displaystyle \Lambda _{R}(n;{\mathcal {H}},\ell )={\frac {1}{(k+\ell )!}}\sum \limits _{\begin{array}{c}d\mid P_{\mathcal {H}}(n)\\d\leq R\end{array}}\mu (d)\left(\log \left({\frac {R}{d}}\right)\right)^{k+\ell },\quad 0\leq \ell \leq k}.

#### Der Beweis der eigentlichen Aussage von GPY
Betrachte die zwei Tupel {\displaystyle ({\mathcal {H}}_{1},\ell _{1},k_{1})} und {\displaystyle ({\mathcal {H}}_{2},\ell _{2},k_{2})} und sei {\displaystyle 1\leq h_{0}\leq R} und {\displaystyle M:=k_{1}+k_{2}+\ell _{1}+\ell _{2}}. Goldston, Pintz und Yıldırım bewiesen dann unter bestimmten Voraussetzungen zwei asymptotische Abschätzungen der Form
{\displaystyle \sum \limits _{n\leq N}\Lambda _{R}(n;{\mathcal {H}}_{1},\ell _{1})\Lambda _{R}(n;{\mathcal {H}}_{2},\ell _{2})=C_{1}N\left({\mathcal {S}}({\mathcal {H}}^{i})+o_{M}(1)\right)}
und
{\displaystyle \sum \limits _{n\leq N}\Lambda _{R}(n;{\mathcal {H}}_{1},\ell _{1})\Lambda _{R}(n;{\mathcal {H}}_{2},\ell _{2})\theta (n+h_{0})=C_{2}N\left({\mathcal {S}}({\mathcal {H}}^{j})+o_{M}(1)\right),}
wobei {\displaystyle C_{1},C_{2}} zwei Konstanten sind, {\displaystyle {\mathcal {S}}({\mathcal {H}}^{i})} und {\displaystyle {\mathcal {S}}({\mathcal {H}}^{j})} sind zwei singulare Reihen, auf deren Beschreibung wir hier verzichten. Wählt man {\displaystyle ({\mathcal {H}}_{1},\ell _{1})=({\mathcal {H}}_{2},\ell _{2})}, dann erhält man den gewünschten Faktor {\displaystyle \Lambda _{R}(n;{\mathcal {H}}_{1},\ell _{1})^{2}} in den Abschätzungen.
Beide Abschätzungen werden dann auf {\displaystyle {\mathcal {S}}} angewendet um das eigentliche Theorem von Goldston, Pintz und Yıldırım herzuleiten.